# 海上事前集積船隊
海上事前集積船隊（かいじょうじぜんしゅうせきせんたい、Maritime Prepositioning ships squadRON、MPSRON）は、アメリカ輸送軍隷下の軍事海上輸送司令部が、あらかじめ武力紛争の起こりそうな地域の近くの海上に海兵隊の兵器・物資を海上備蓄し、いざ紛争が始まって有事になった場合に海兵隊が即応することを期待して構想された。
したがって、アメリカ本土から離れた海域にコンテナRO-RO船やコンテナ船に兵器・物資を満載して海上備蓄を行い、平時はアメリカ軍の海外拠点のある泊地に停泊状態に、有事に紛争地近くまで移動し、物資を降ろす仕組みとなっている。多少の改造を受けた4万トン台のコンテナ貨物船5隻および中速コンテナRO-RO船5隻の計10隻で構成される。アメリカ軍が紛争地域において、迅速に戦闘可能となるように、兵器や物資を事前に紛争地近くの展開しておくものである。

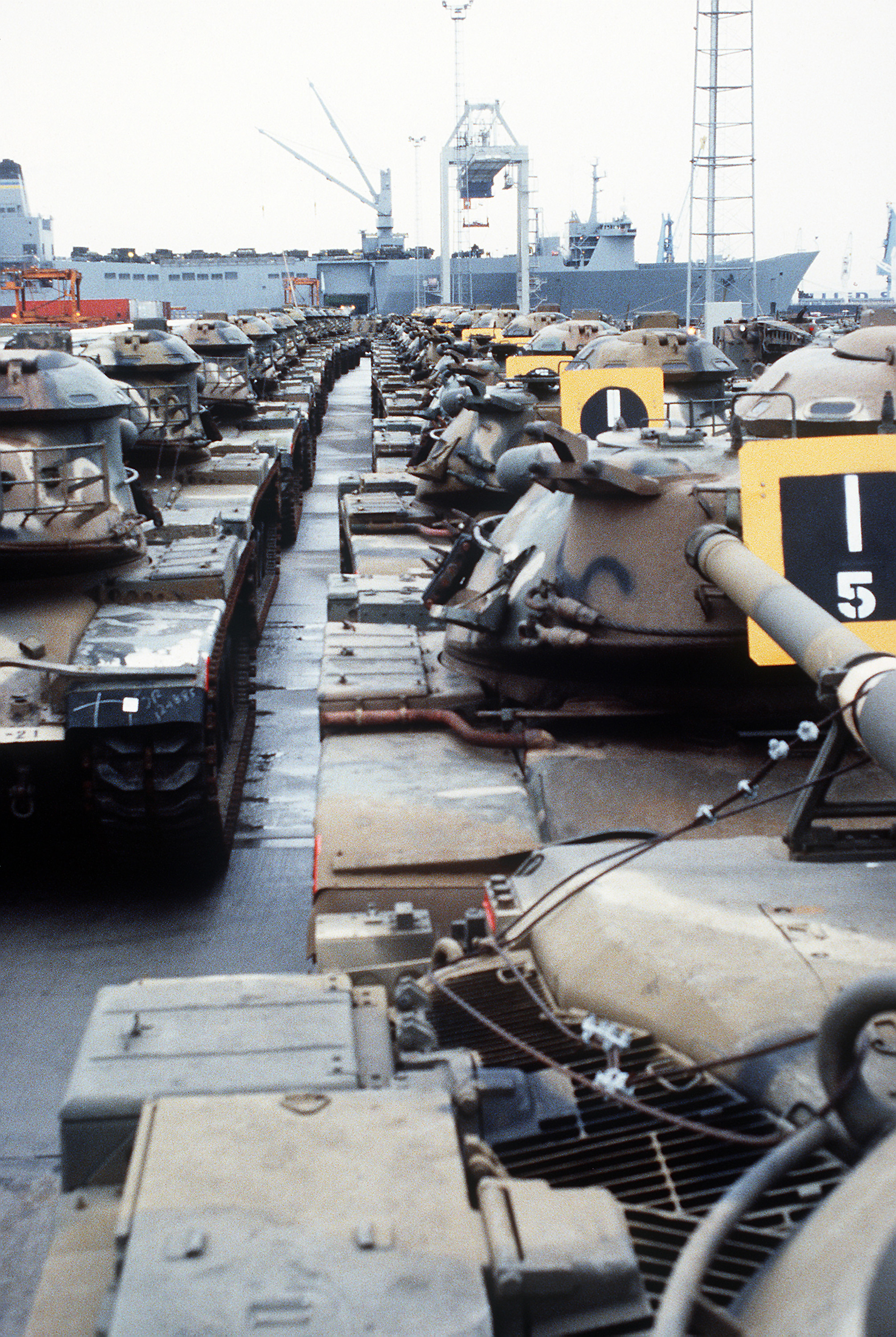
USNS Antares (T-AKR-294)から降ろされたばかりのM60戦車（1986年）

## 配備と所属
海上事前集積船は、インド洋のディエゴガルシア島に第2海上事前集積船隊（Maritime Prepositioning ships squadRON-2、MPSRON-2）、西太平洋のグアム島とサイパン島に第3海上事前集積船隊（MPSRON-3）の2つの船隊に配属されている。第1海上事前集積船隊（MPSRON-1）は2012年に解隊した。残った2つのMPSRONの用船数は計10隻となり、以前の16隻から大幅に縮小された。
これらの船舶は非武装であり、軍事海上輸送コマンド（Military Sealift Command、MSC）の管理下にあり、統合軍の1つで兵站・物資輸送を担当する輸送軍（USTRANSCOM）により指揮される。積載物資はアメリカ海兵隊向けの重装備物資が主であるが、これらの船舶の運用はアメリカ海軍を通じ、民間会社が委託を受けて運航している。各船には25-30人程度の民間乗組員によって運航され、これとは別に3-15人程度の整備員によって装備が使用可能な状態に維持される。
各MPSRONは特定の母港を持たず、各港を巡回することが多い。MPSRON-2はペルシア湾内のバーレーンやUAEのジュベル・アリなどの港とインド洋のディエゴガルシア島を巡回して、MPSRON-3はグアム島やサイパン島と沖縄、韓国、タイを巡回している。
また各MPSRONには対応する海兵部隊があり、MPSRON-2はカリフォルニア州の第7海兵遠征旅団（7MEB）、MPSRON-3はハワイ州の第1海兵遠征旅団（1MEB）が組となっているが必ずこれらの部隊が装備を使用すると決められている訳ではない。

## 目的
海上事前集積船隊（以後MPSRONと表記）の3つある各々の船隊は、海兵空地任務部隊が30日間の戦闘を行なえるだけの充分な機材、補給品、弾薬を積載している。これらの船はMSCが提供する軍事物資の事前集積計画の一部であり、海兵隊が世界中に展開するときに、空輸に適さない重くかさばる兵器類や補給物資をあらかじめ積載し、紛争や戦争が行なわれる地域の近くの海上で事前集積している。紛争発生時に、速やかに当該地域沿岸に接近し、物資を提供するものである。MPSRONの各船舶は埠頭で積載している物資を荷卸しするために自前のクレーンを装備しており、港湾設備による積み降ろしの支援が必要ない。
委託を受けた米民間会社が運用しているため、平時に乗船している軍人はごく少数であり、船そのものも武装はほとんど装備していない。兵器や補給物資が必要とされる有事以外の平時には、船そのものの保守整備と共に、兵器類の定期的整備の為に短時間稼動させるなどの機能維持を行なっている。

## 時間
例えばMPSRON-2がディエゴガルシア島付近からペルシャ湾中央まで移動するのには1週間ほど掛かるが、アメリカ本土からは3週間掛かるので、時間的には3分の1に短縮される。戦車や燃料など、多量の重量物を紛争地に近い港で陸揚げ出来るが、航空機や一部のミサイル、電子装備は船上での備蓄に向かず、死蔵するには高価でもあるため、戦闘部隊の将兵と同様に空輸によって迅速に運ばれ、1つのMEB（海兵遠征旅団）が完結するのに必要な空輸航空機は約250ソーティ（機数×出撃数）であると見積もられている。
海兵隊が上陸命令を受けてから、MPSが搭載装備を目的地の港で卸し、空輸されてきた海兵隊隊員がこれらを使用可能な状態、つまり戦闘可能な状態とするまで全体では10日かかると見積もられている。この中にはMPSRONが港に到着後、装備を卸し終わるのに平均4日かかることも含まれる。

## 搭載量
1個のMPSRONの海上備蓄量を示す。
- M1A1戦車　30-58両
- 155mm牽引式榴弾砲　30両
- 装甲兵員輸送車　109両
- 装甲型ハンヴィー 　129両（72両のBGM-71 TOW発射機搭載型を含む）
- 想定兵員数　17,300名
- 想定航空機数　固定翼機75機、回転翼機75機
- 想定継続戦闘可能日数　30日[1]

## 歴史
1980年7月に暫定事前集積船隊（Near-term Prepositioning Ships, NTPS）が作られ、インド洋のディエゴガルシア島に配備された。アメリカ海軍が建造したRO-RO型車輌輸送船（満載排水量21,700トン）の1隻の他は、ステーツ・スチームシップ社のメイン級RO-RO型車輌輸送船（19,172重量トン）の2隻、バラ積み型貨物船の2隻、中型タンカーの2隻の6隻すべてが海上輸送コマンド（MSC）が民間から購入した船であり、合計7隻で構成されていた。
1987年までに暫定の船隊は新たに建造されたか、民間船を改造した船に置き換えられた。
2000-2001年に新たな3隻（MPF(E)）が追加された。

## 現在の使用艦級
現在、海上事前集積船隊ではコンテナ貨物輸送艦（T-AK）とコンテナ車両輸送船（T-AKR）の2種類が運用されている。
現在、T-AKはジョン・P. ボボ少尉級コンテナ貨物輸送艦5隻及びシュガート級車両貨物輸送艦1隻が運用されている。またT-AKRはボブ・ホープ級車両貨物輸送艦2隻及びワトソン級車両貨物輸送艦2隻が運用されている。

## 輸送艦の変遷
ルイス・J・ハウジ・ジュニア伍長級（Corporal Louis J. Hauge, Jr. class）が最初のMPS船級である。5隻がベスレヘム・スチールでマースク・ラインのコンテナ船から改造された。色々と改造された中でも157フィート（48m）が船体中央部に加わりヘリコプター着艦デッキが追加された。
マティ・コカゥ軍曹級（Sergeant Matej Kocak class）が2番目のMPS船級である。MSCによってチャーターされ、やはり改造によって、157フィート（48m）が船体中央部に加わりヘリコプター着艦デッキが追加された。1980年代半ばにMSCへ引き渡されたこれらの船は、サンディエゴのNational Steel and Shipbuilding社が改造し、管理運用はWaterman Steamship社が行なっている。
ジョン・P. ボボ少尉級（2nd Lieutenant John P. Bobo class）のMPS船隊は1980年代半ばにマサチューセッツ州のクインシーにあるジェネラル・ダイナミクス社からMSCへ引き渡された。ジェネラル・ダイナミクス社の一部門であるAmerican Overseas Marine社によって管理運用されている。

### 「ルイス・J・ハウジ・ジュニア伍長級」の概要
- 造船所: Odense Staalskibsvaerft A/S, Lindo
- 動力機関: 1 Sulzer 7RND76M ディーゼルエンジン×1; 16,800 hp (13 MW); 1軸; バウスラスタ
- 船長: 755 feet (230 m)
- 船幅: 90 feet (27.4 m)
- 排水量: 46,552 t (47,299 メートルトン) 満載時
- 船速: 17.5 knots (32 km/h)
- 乗組員: 民間人:32名、技術者：10名
- 艦名:
  - MV Cpl. Louis J. Hauge, Jr. (ex-MV Estelle Maersk) (T-AK 3000)
  - MV PFC William B. Baugh (ex-MV Eleo Maersk) (T-AK 3001)
  - MV PFC James Anderson, Jr. (ex-MV Emma Maersk) (T-AK 3002)
  - MV 1st Lt. Alex Bonnyman (ex-MV Emilie Maersk) (T-AK 3003)
  - MV Pvt. Franklin J. Phillips (ex-Pvt. Harry Fisher, ex-MV Evelyn Maersk) (T-AK 3004)

### 「マティ・コカゥ軍曹級」の概要
- 造船所: Pennsylvania SB Company, Chester, Pa.
- 動力機関: ボイラ×2、GE製蒸気タービン×2; 30,000 hp (22 MW); 1軸
- 船長: 821 feet (250.2 m)
- 船幅: 105.6 feet (32.2 m)
- 排水量: 48,754 t (49,536 メートルトン) 満載時
- 貨物容積: コンテナ 532個; ロールオンロールオフ搭載で 152,236 ft² (14,143 m²); JP-5 20,290バレル; DF-2 12,355バレル; 車両用ガソリン 3,717バレル; 保存水 2,189; ガントリークレーン 50t ×2, 30t ×1
- ヘリコプター: 着艦のみ可能
- 船速: 20 knots
- 乗組員: 民間人:34名、技術者：10名
- 艦名:
  - MV Sgt. Matej Kocak (Ex-SS John B. Waterman) (T-AK 3005)
  - MV PFC Eugene A. Obregon (ex-SS Thomas Heywood) (T-AK 3006)
  - MV Maj. Stephen W. Pless (ex-SS Charles Carroll) (T-AK 3007)

### 「ジョン・P. ボボ少尉級」の概要
- 造船所: General Dynamics, Quincy
- 動力機関: 2 Stork-Wartsilia Werkspoor 16TM410 ディーゼルエンジン×2; 27,000 hp (20 MW) 持続運転; 1軸, バウスラスタ; 1,000 hp (750 kW)
- 船長: 675.2 feet (205.8 m)
- 船幅: 105.5 feet (32.2 m)
- 排水量: 44,330 t (45,041 メートルトン) 満載時
- 貨物容積: コンテナ 530個; ロールオンロールオフ搭載で 152,185 ft² (14,138 m²); JP-5 20,776バレル; DF-2 13,334バレル; 車両用ガソリン 4,880バレル; 保存水 2,357; クレーン 39t ×2, 39t ×1
- ヘリコプター: 着艦のみ可能
- 船速: 18 knots
- 乗組員: 民間人:38名、技術者：10名
- 艦名:
  - MV 2nd Lt. John P. Bobo (T-AK 3008)
  - MV PFC Dewayne T. Williams (T-AK 3009)
  - MV 1st Lt. Baldomero Lopez (T-AK 3010)
  - MV 1st Lt. Jack Lummus (T-AK 3011)
  - MV Sgt. William R. Button (T-AK 3012)

## 艦名
米国保有の非戦闘艦等の補助艦艇には艦名にUSNSという艦船接頭辞が付けられるが、民間企業の保有船にはMVやSSが付けられる。船体番号にはTという接頭辞が付けられる。

## 画像

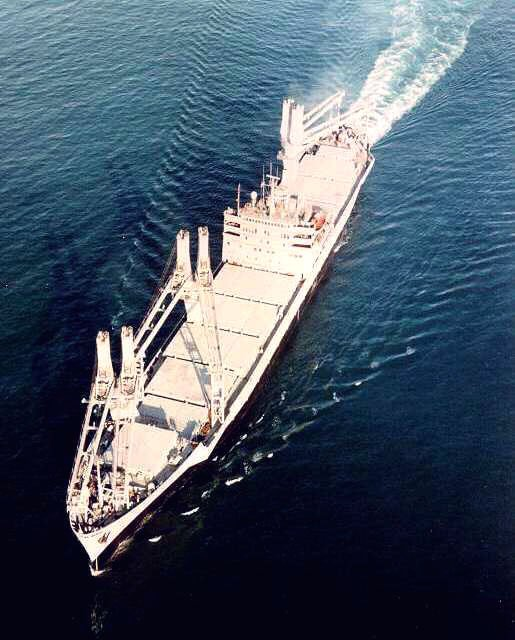
SS Keystone State (T-ACS-1).
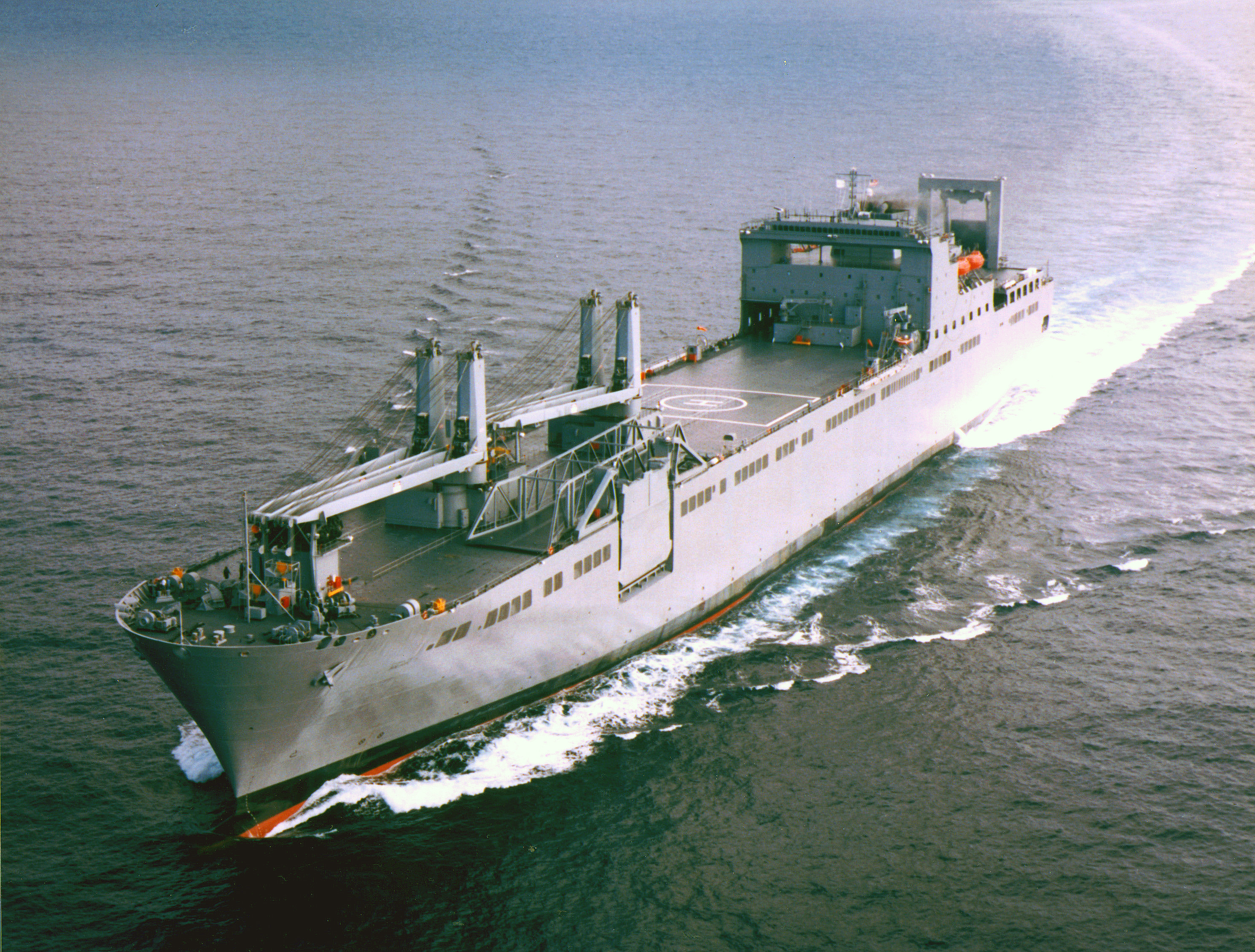
USNS Bob Hope (T-AKR-300).
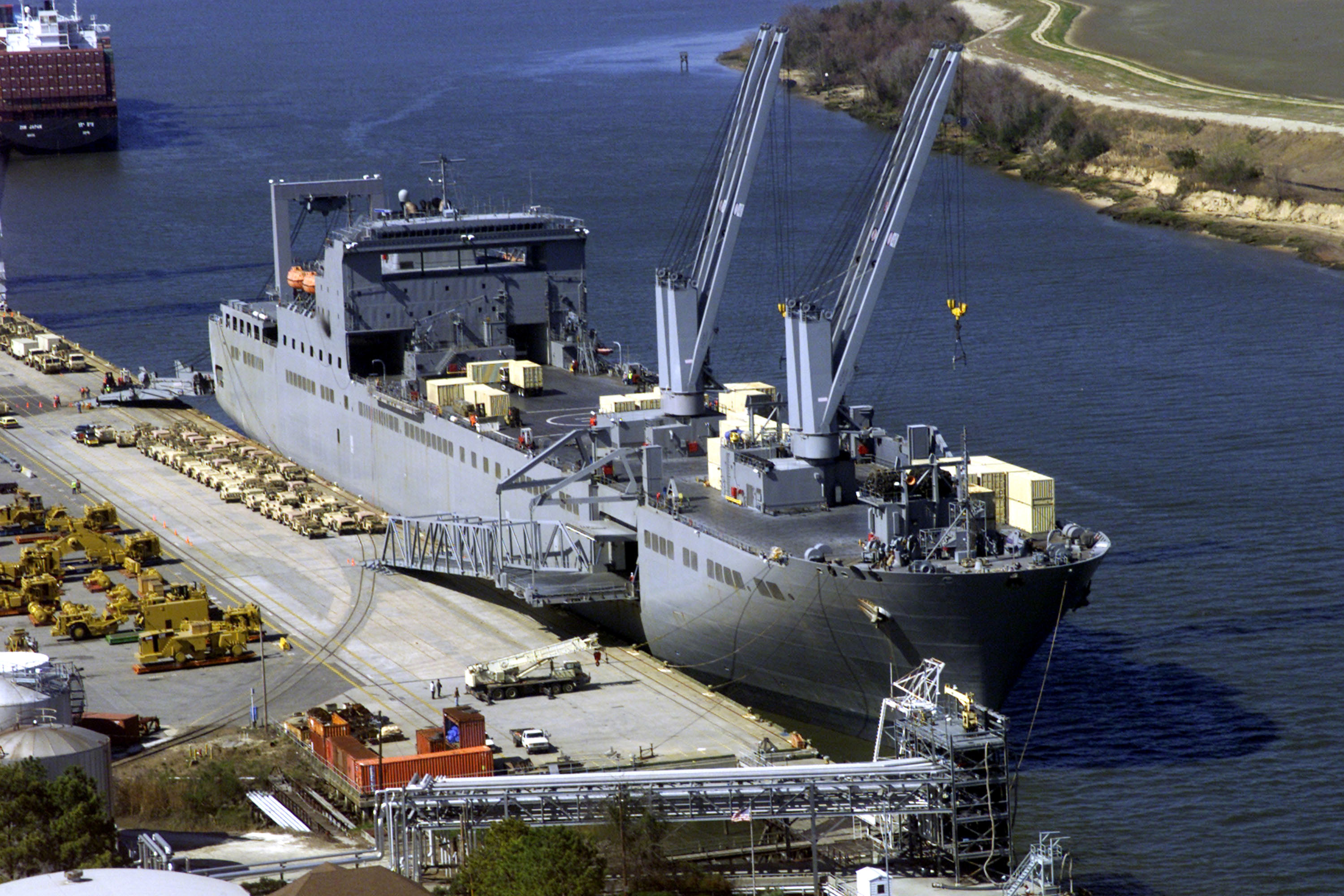
USNS William W. Seay T-AKR-302

## 参考図書
- 'The Maritime Prepositioning Force and the U.S. Marines,' Asia-Pacific Defense Forum, Spring 1999